# Boks na Igrzyskach Panamerykańskich 1991
Turniej bokserski Igrzysk Panamerykańskich 1991 odbył się w dniach 2 - 18 sierpnia w Hawanie (Kuba). 
Turniej był eliminacją do Igrzysk Olimpijskich 1992 w Barcelonie. 

## Medaliści
| Kategoria                      | Złoty                               | Srebrny                            | Brązowy                                                           |
| waga papierowa (48 kg)         | Rogelio Marcelo · Kuba              | Ricardo Sánchez López · Meksyk     | Nelson Dieppa · Portoryko · Fernando Retayud · Kolumbia           |
| waga musza (51 kg)             | José Ramos · Kuba                   | David Serradas · Wenezuela         | José Freitas · Brazylia · Stephan Rose · Gujana                   |
| waga kogucia (54 kg)           | Enrique Carrion · Kuba              | Carlos Gerena · Portoryko          | Luis Ojeda · Wenezuela · Javier Calderón · Meksyk                 |
| waga piórkowa (57 kg)          | Arnaldo Mesa · Kuba                 | Kenneth Friday · Stany Zjednoczone | Rogério Dezorzi · Brazylia · Arnulfo Castillo · Meksyk            |
| waga lekka (60 kg)             | Julio González · Kuba               | Patrice Brooks · Stany Zjednoczone | Delroy Leslie · Jamajka · William Irwin · Kanada                  |
| waga lekkopółśrednia (63,5 kg) | Stevie Johnston · Stany Zjednoczone | Edgar Ruiz · Meksyk                | Luis da Silva · Brazylia · Anibal Acevedo · Portoryko             |
| waga półśrednia (67 kg)        | Juan Hernández Sierra · Kuba        | Greg Johnson · Kanada              | Santos Beltrán · Meksyk · José Guzman · Wenezuela                 |
| waga lekkośrednia (71 kg)      | Juan Carlos Lemus · Kuba            | Miguel Jimenez · Portoryko         | Lucas França · Brazylia · Ravea Springs · Stany Zjednoczone       |
| waga średnia (75 kg)           | Ramón Garbey · Kuba                 | Chris Johnson · Kanada             | Richard Santiago · Portoryko · Michael DeMoss · Stany Zjednoczone |
| waga półciężka (81 kg)         | Orestes Solano · Kuba               | Raimundo Yant · Wenezuela          | Robert Dale Brown · Kanada · Terrence Poole · Gujana              |
| waga ciężka (91 kg)            | Félix Savón · Kuba                  | Shannon Briggs · Stany Zjednoczone | Tom Glesby · Kanada                                               |
| waga superciężka (>91 kg)      | Roberto Balado · Kuba               | Harold Arroyo · Portoryko          | Elio Ibarra · Argentyna · Terry Campbell · Kanada                 |

## Klasyfikacja medalowa
| Poz.    | Państwo           |    |    |    | Razem |
| ------- | ----------------- | -- | -- | -- | ----- |
| 1       | Kuba              | 11 | 0  | 0  | 11    |
| 2       | Stany Zjednoczone | 1  | 3  | 2  | 6     |
| 3       | Portoryko         | 0  | 3  | 3  | 6     |
| 4       | Kanada            | 0  | 2  | 4  | 6     |
| 5       | Meksyk            | 0  | 2  | 3  | 5     |
| 6       | Wenezuela         | 0  | 2  | 2  | 4     |
| 7       | Brazylia          | 0  | 0  | 4  | 4     |
| 8       | Gujana            | 0  | 0  | 2  | 2     |
| 9       | Argentyna         | 0  | 0  | 1  | 1     |
| 9       | Kolumbia          | 0  | 0  | 1  | 1     |
| 9       | Jamajka           | 0  | 0  | 1  | 1     |
| Łącznie | Łącznie           | 12 | 12 | 23 | 48    |